# 行田市内循環バス

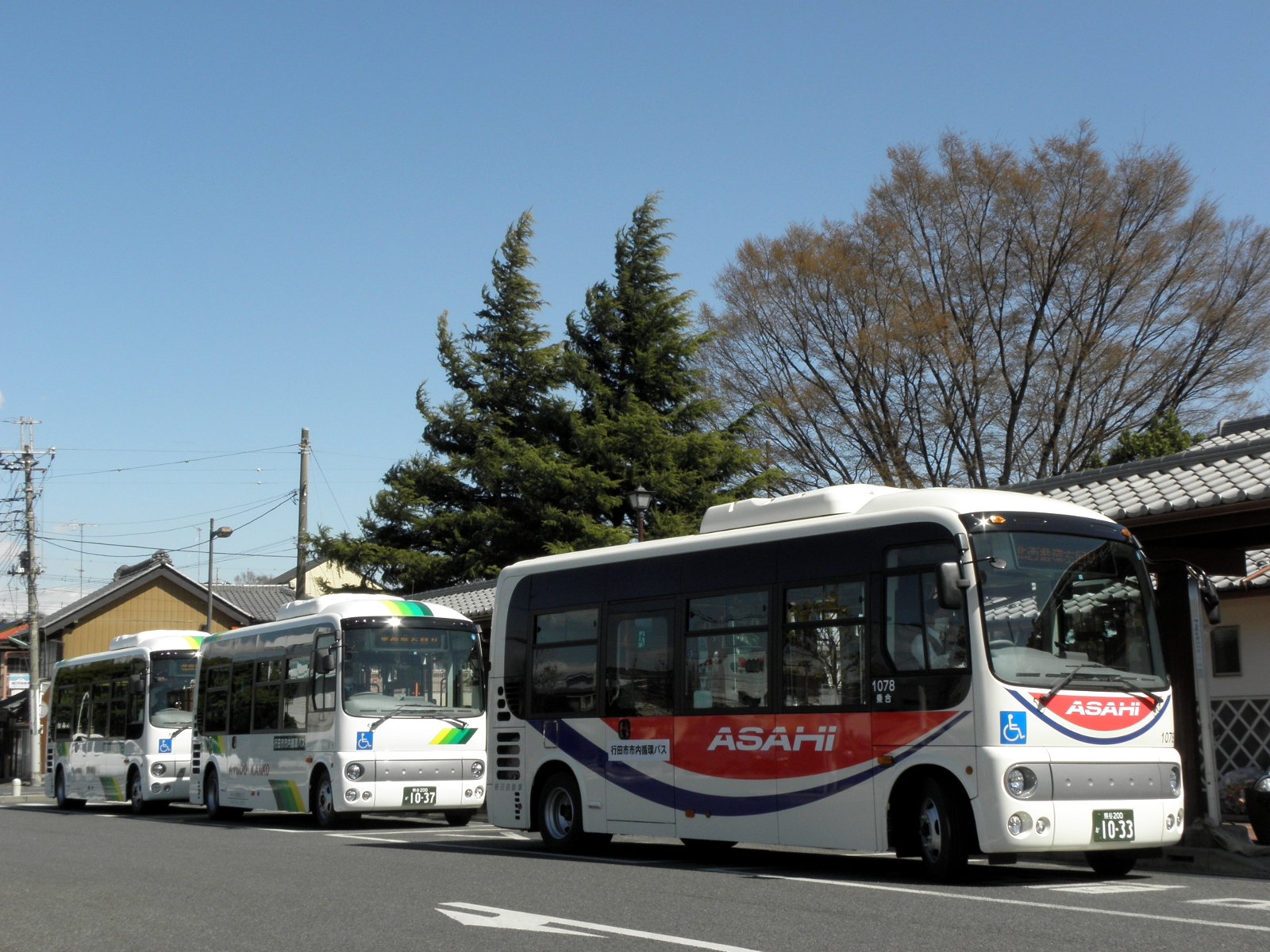
行田市バスターミナルにて

行田市内循環バス（ぎょうだしないじゅんかんバス）は、埼玉県行田市が運行するコミュニティバス。1995年4月5日運行開始。運行開始時は東武鉄道直営時代の東武バス（加須営業所）が運行を受託していた。当初は運賃無料で、南循環と北循環の2路線で週5日運行であった。2006年4月1日より有償運行に移行し毎日運行となった。2011年4月より、朝日自動車（加須営業所）と大堰観光バスに運行を委託している。

## 概要
2011年4月1日に大規模なダイヤ改正を行い、行田駅と行田市バスターミナル（現：忍城バスターミナル。行田市産業文化会館・埼玉県行田地方庁舎南側）を拠点として計6路線を運行していたが、AIオンデマンド交通「うきしろ号」の開始に伴い、2025年3月31日を以て利用者の少ない3路線を廃止した。
コミュニティバスとしての特徴でもあるが、基本的に行田市内で路線が完結している。ただし、西循環は熊谷市内にあるソシオ流通センター駅に乗り入れている。これは同駅が行田市と熊谷市で共同開設した請願駅であるため。

### 運行受託事業者
- 西循環コース：朝日自動車（加須営業所）- 旧「南循環」
- 南大通りコース：朝日自動車（加須営業所）- 2011年新設
- 観光拠点循環コース：大堰観光バス - 旧「西循環」から派生

## 沿革
- 1995年4月5日 - 運行開始[1]。東武鉄道直営時代の東武バス行田出張所が運行受託[1]。南循環と北循環の2路線で、週5日運行で運賃無料であった。
- XXXX年XX月 - 南循環を西循環と東循環に再編、週6日運行に変更。
- 2000年10月：東武バス行田出張所の事業が朝日自動車加須営業所に承継されたため、運行受託も継承。
- 2006年4月1日 - 
  - 有償運行に移行。全路線を1日8周→10周とし、年末年始を除く毎日運行に変更。
  - 行田市が南河原村を合併したことに伴い、北循環を北西循環と北東循環に再編。
  - 西循環・北西循環でバス共通カードに対応。東循環・北東循環では専用回数券を発売。
- 2010年7月31日 - 西・北西循環のバス共通カード取扱終了。
- 2011年1月18日 - 南大通り線の全線開通に伴い、南大通りコースを新設。
- 2011年4月1日 - 
  - 運行受託事業者が、朝日自動車（加須営業所）に加え、協同バス、大堰観光バスの3社となる。
  - 西循環（旧）を西循環（新）と観光拠点循環に再編。
  - 東循環・北西循環のルートを一部変更。
  - 西循環を1日10周→20周、東・北西・北東循環を1日10周→8周に変更。
  - 専用回数券の金額設定が増え、全路線で発売・利用可能となる。
- 2017年4月1日 - 運賃改定[2]。
  - 西循環・南大通り線・観光拠点循環の運賃を150円に値上げ、東循環・北東循環・北西循環の運賃は100円を維持する代わりに車両をワゴン車に変更。75歳以上の高齢者運賃を無料化。
  - 西循環に「ソシオ流通センター駅前」停留所を追加。
  - 北東循環に「武州荒木駅前」停留所を追加。
  - 東循環に「特別養護老人ホーム行田さくらそう」停留所を追加。
- 2021年4月1日 - 観光拠点循環を再編、観光スポットを直線的に結び、停留所も主要地に限ることで速達化を実現[3]。
- 2024年1月4日 - 西循環コース及び南大通りコースの時刻表を平日と土休日の2区分に分割した上で減便（南大通りの平日のみ現状維持。平日よりも土休日の方が本数が大幅に少なくなる）[4]。
- 2025年3月31日 - 乗合型AIオンデマンド交通「うきしろ号」が同年1月に導入されたことに伴い、同日を以て東循環・北東循環・北西循環を廃止[5]、これにより協同バスが撤退。

## 運行内容
市の担当部署は、行田市役所市民生活部地域づくり支援課 くらし安心担当。

### 運転本数
- 西循環コース：朝は左回りのみ8周、日中は左右交互10周、夕方以降は右回りのみ10周。計28周。
- 南大通りコース：20往復。
- 観光拠点循環コース：左回り・右回り各5周、計10周。

### 運賃・乗車券類
- 西循環・南大通り線・観光拠点循環コース：200円
  - 大人・子供問わず。後払い・後乗り前降り
- 未就学児、障害者手帳所持者とその介助・付添人1人、75歳以上は無料。
- PASMO・Suica等の交通系ICカードは西循環・南大通り線で利用可能。観光拠点循環ではPayPayが利用可能。
- 全路線で利用可能な専用回数券を車内で発売している。1000円(50円×22)・3000円(50円×68)・5000円(50円×118)の3種類。
- 異なる2路線を乗り継ぐ場合は、乗換前の運賃支払い時に運転手に申告すると「乗継券」が無料で発行される。乗継券は1枚につき当日1回限り有効で、同一路線の往復には使用できない。
  - 西循環コースで行田市バスターミナルに到着後も同一方向に乗車し続ける場合も同様に乗継券の発行を受ける(運賃は行田市バスターミナル到着時に支払う)。

## 路線
停留所の通過順について、左回り（上り）は表記正順、右回り（下り）は表記逆順とする。「忍城BT」は忍城バスターミナル（旧：行田市バスターミナル）を示す。

### 西循環コース
- 忍城BT - 持田駅入口 - ソシオ流通センター駅前（2017年4月1日より） - 行田駅前 - 水城公園前 - 忍城BT

主に持田・太井地区を経由する。旧西循環コースを分割し、通勤・通学需要の高いこの区間が新・西循環コースとなった。時間帯別の片方向循環。1周35分。

### 南大通りコース
- 工業団地 - 警察署前 - 水城公園前 - 行田病院前 - 行田駅前

2011年1月18日より新設された路線。路線名の通り、運行ルートのほとんどは南大通り線上となる。片道17分。

### 観光拠点循環コース
- 行田駅前 → 行田病院前 → 水城公園前 → 長野新大橋 → 成就院三重塔 → 古代蓮の里 → 小埼沼入口 → 百塚 → 前玉神社前 → 埼玉古墳公園 → 忍城BT → 行田病院前 → 行田駅前（記述の停留所以外は通過）

2011年4月1日より新設された路線。旧西循環コースのうち、観光需要の高い東側を新設路線として引き継いだもの。
- 旧ルート：行田駅前 - さきたま古墳公園前 - 行田市駅前 - 行田市BT - 水城公園前 - 行田駅前 両方向循環52分

2021年4月1日より大幅に再編し、乗降可能停留所を絞り観光に特化した路線となるとともに片循環となる。これに伴い、1周44分に短縮。
2022年7月1日より水城公園前停留所を再度追加

### 廃止路線

#### 東循環コース
- 忍城BT - 教育文化センター前 - 古代蓮の里 - 地域文化センター - 太田公民館 - 行田市駅前 - 忍城BT

主に太田・埼玉地区を経由する。両方向循環で1周67分。2025年3月31日付廃止。協同バス担当。

#### 北西循環コース
- 忍城BT - 総合公園 - 総合福祉会館 - 南河原支所前 - 忍城バスターミナル

主に南河原・北河原地区を経由する。2025年3月31日付廃止。両方向循環で1周70分。朝日自動車担当。

#### 北東循環コース
- 忍城BT - 東行田駅前 - 行田県土整備事務所前 - 武州荒木駅前（2017年4月1日より） - 総合福祉会館 - 行田市駅前 - 忍城BT

主に須加・荒木地区を経由する。両方向循環で1周65分。2025年3月31日付廃止。協同バス担当。

### 主要観光施設へのアクセス
- 忍城址・郷土博物館
  - 忍城址・郷土博物館前(西)・忍城バスターミナル(観光)
- 古代蓮の里
  - 古代蓮の里(観光)
- さきたま古墳公園・前玉神社
  - 埼玉古墳公園前・前玉神社前(観光)
- 水城公園
  - 水城公園(西)・水城公園前(南大・観光)
- 観光案内所
  - 行田駅前(西・南大・観光)

## 車両
運行開始時より2011年3月までは、日野・リエッセに路線別塗装を施し「○○号」と愛称を付けた専用車両で運行していた（南大通りコースを除く）。
2011年4月から全路線に日野・ポンチョを導入してリエッセを置き換え、その際に専用塗装を廃止し、全車が運行委託先の各社の標準塗装に簡略化された。さらに2017年4月からは、東循環・北東循環・北西循環コースはワンボックスカーでの運行となり、車両が小型化された。
大堰観光バスでは、杉並区コミュニティバス「すぎ丸」で使われていた京王バス東のリエッセ（社番：D20055）の中古車を購入し、自社の標準塗装に塗り替えて「行田市内循環バス」と車体に書き、観光拠点循環コースの予備車として使用していた（登録番号：熊谷200か1044）。すぎ丸のキャラクター柄入りシートモケットはそのまま使用されている。

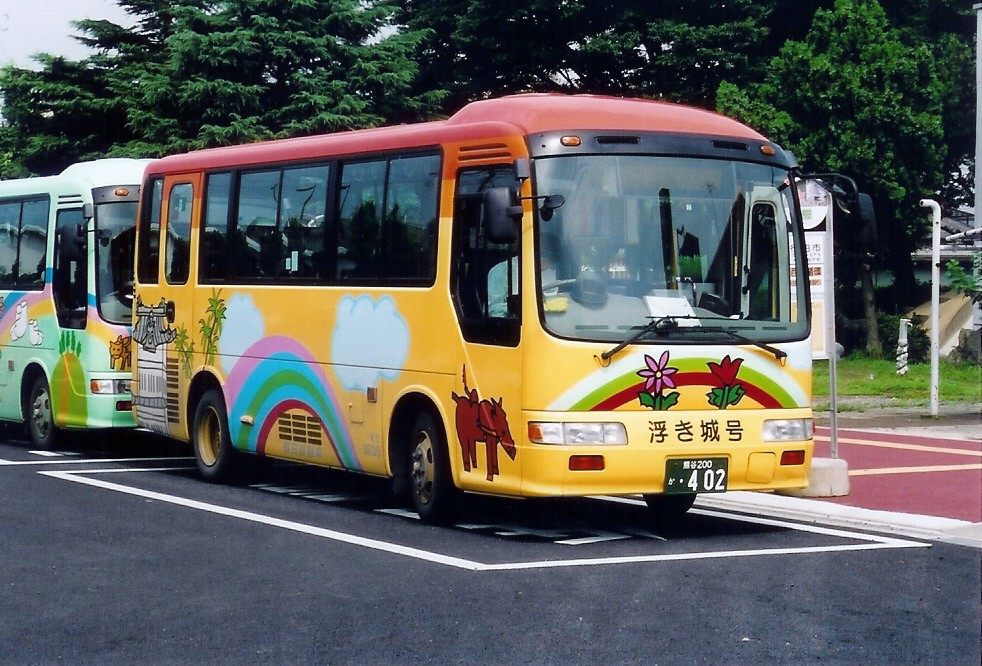
朝日自動車加須営業所 の車両 西循環「浮き城号」 過去の路線別専用塗装。後ろにも緑色の塗装の車両が見える。
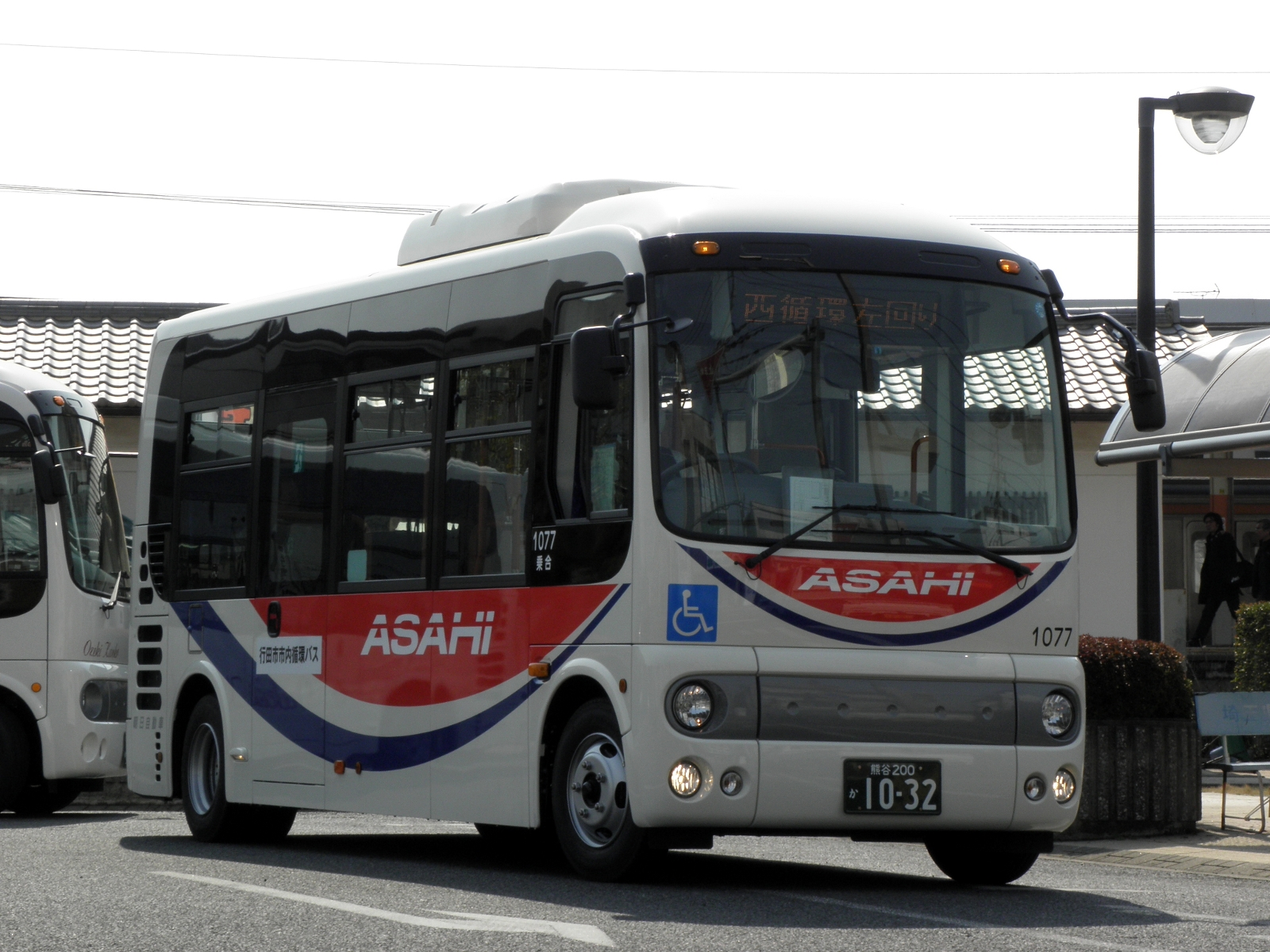
朝日自動車加須営業所の車両 西および南大通りコース
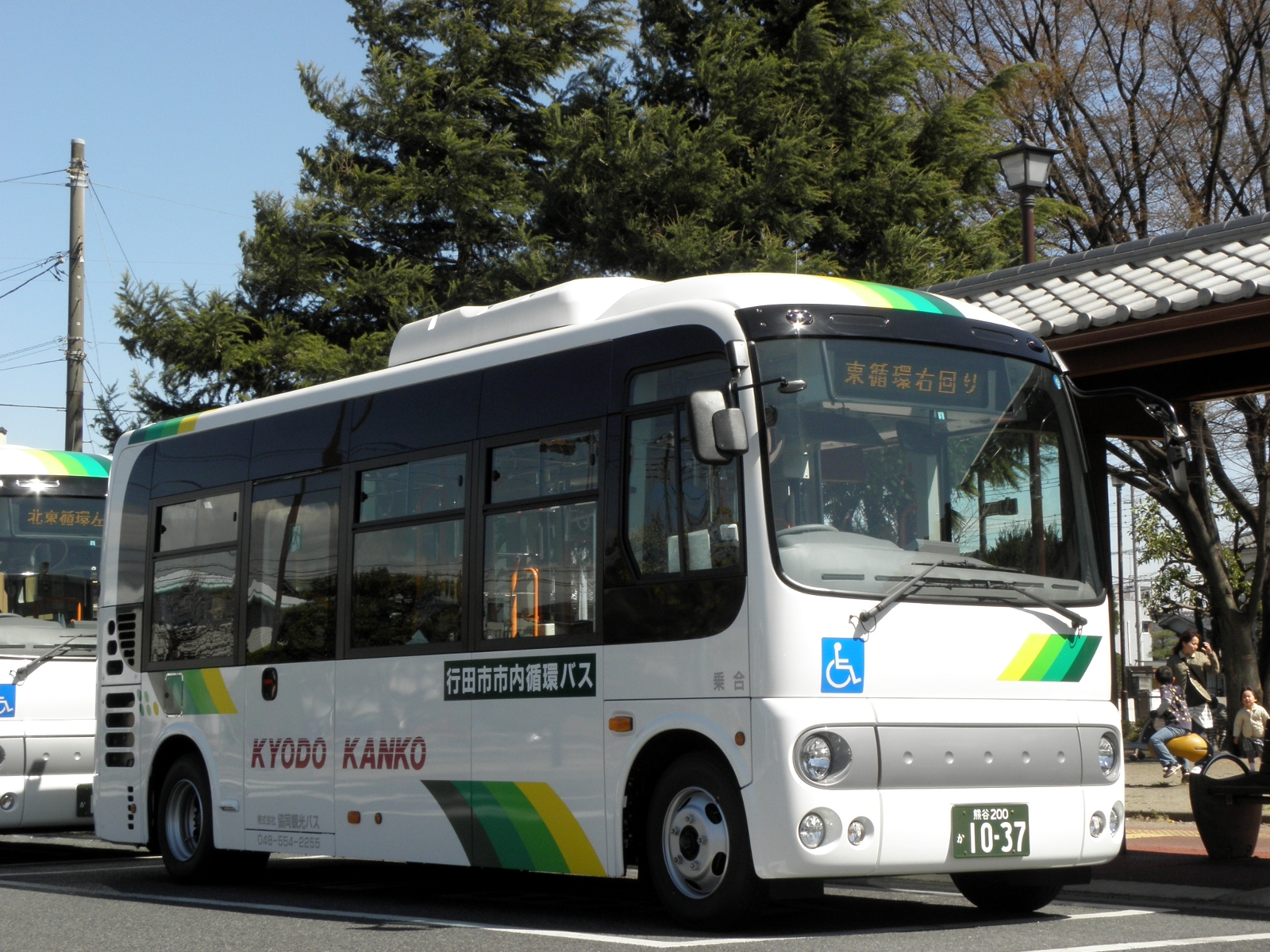
協同バスの車両（変更前） 東・北東循環コース
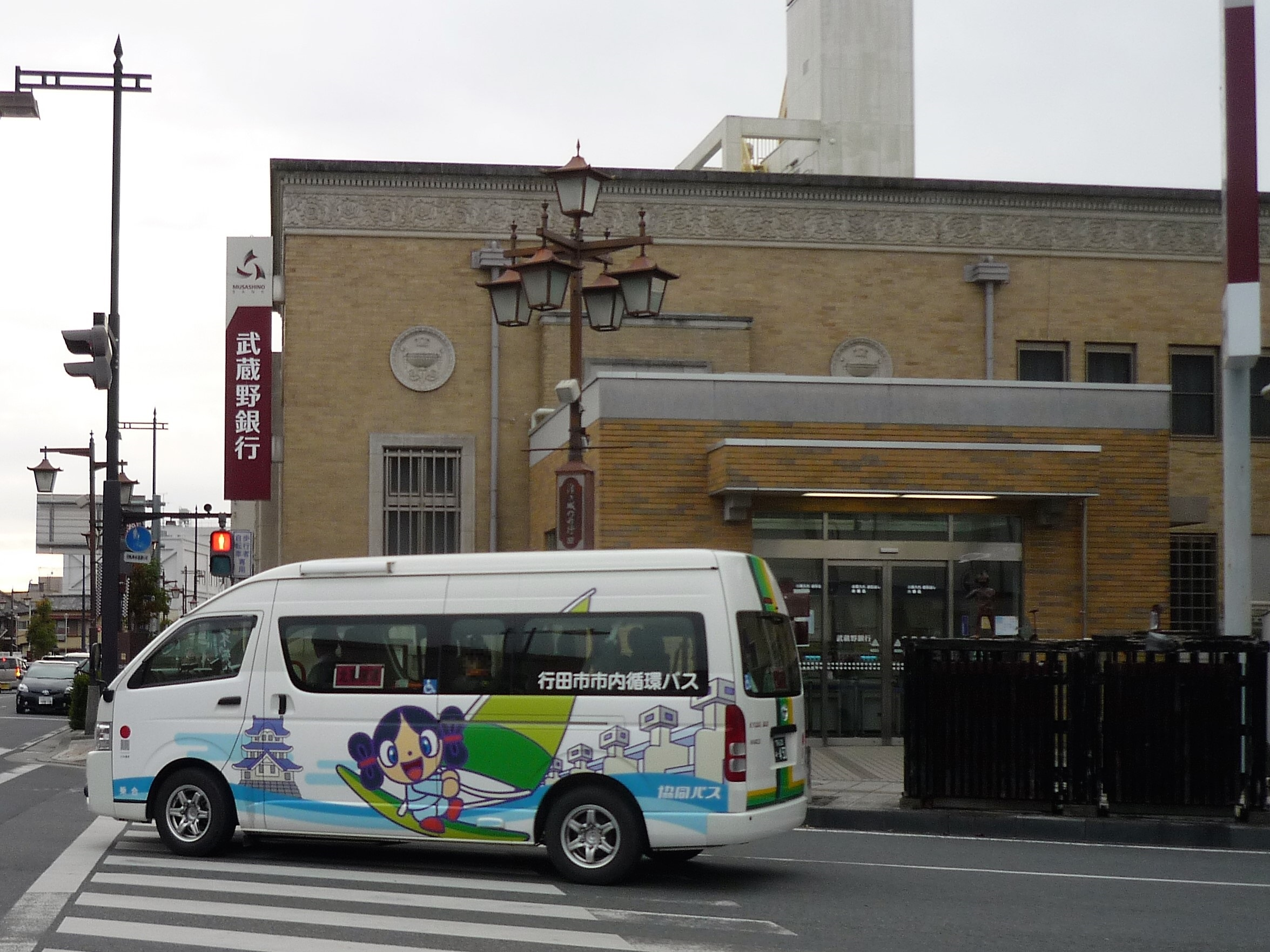
協同バスの車両 車両変更後のワンボックスカー
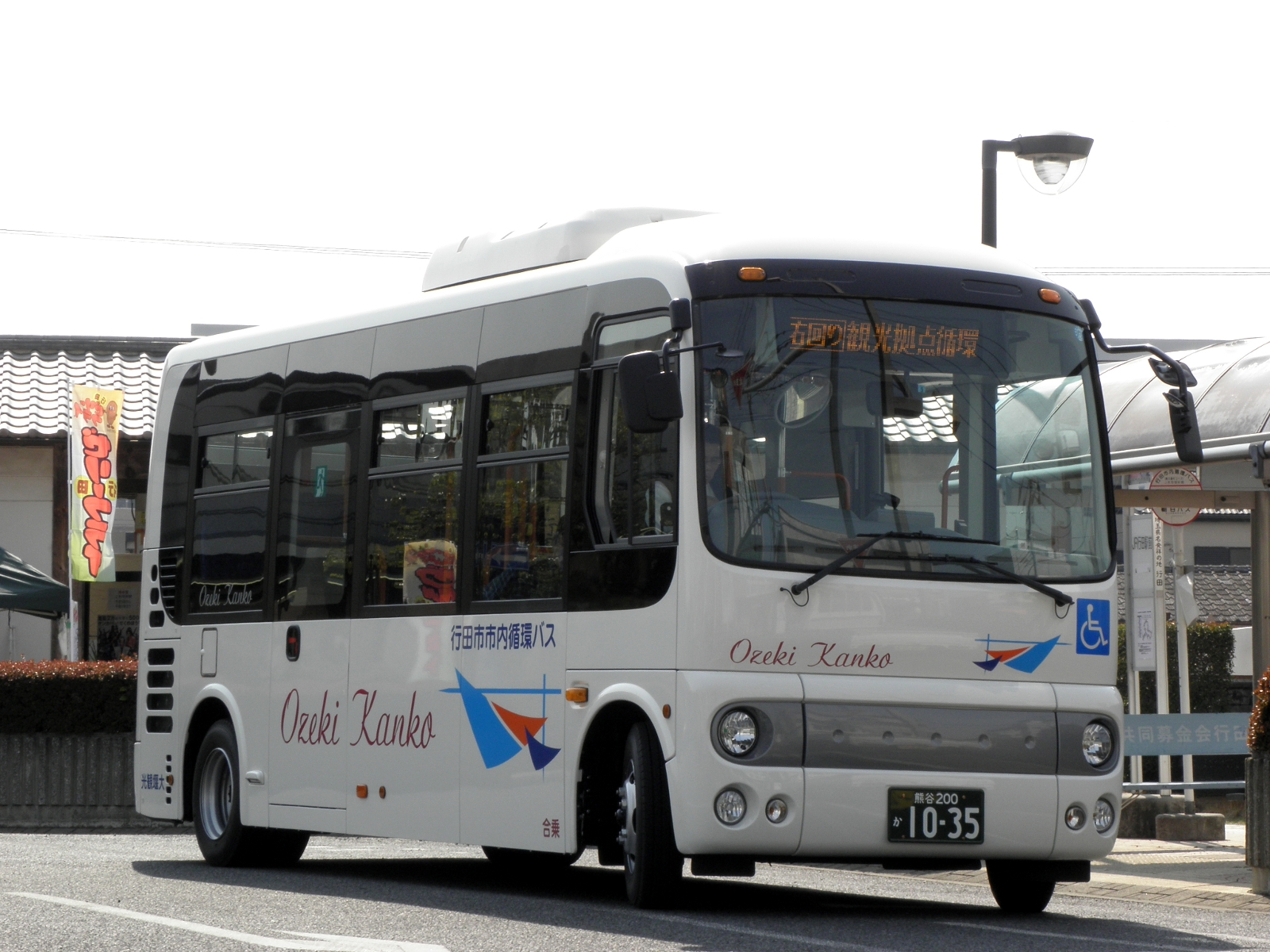
大堰観光バスの車両 観光拠点循環コース

## デマンドタクシー
- 2017年4月1日より、行田市デマンドタクシー事業が開始された[6]。
- 2024年12月31日を以て廃止され、翌2025年1月1日より乗合型AIオンデマンド交通「うきしろ号」に移行された[7]。
- 利用には登録が必要で、登録できる条件は、75歳以上の高齢者または障害者手帳所持者とされていた。
- 指定乗降場所は、医療機関（73）、鍼灸・接骨・整骨院（21）、高齢者福祉関連施設（41）、障害者福祉関連施設（30）、商業施設（30）、金融機関（28）、鉄道駅（5）、公共施設（52）、市内循環バス停留所（145）、朝日自動車路線バス停留所（43）、国際十王交通路線バス停留所（15）と多岐にわたる（一部重複している場所あり）。